# Lanhelas
Lanhelas é uma povoação portuguesa sede da Freguesia de Lanhelas do Município de Caminha, freguesia com 5,04 km² de área e 897 habitantes (censo de 2021), tendo, por isso, uma densidade populacional de 178 hab./km².

## Demografia
A população registada nos censos foi:
| Ano  | 0-14 Anos | 15-24 Anos | 25-64 Anos | > 65 Anos |
| 2001 | 154       | 143        | 567        | 216       |
| 2011 | 107       | 112        | 524        | 248       |
| 2021 | 77        | 76         | 432        | 312       |

## História
Vasco Gil Bacelar nobre medieval foi Senhor do Solar de Bacelar, honra de Mira, Paço de Lara e honra de Lanhelas.
A respeito da história desta freguesia, no livro "Inventário Colectivo dos Arquivos Paroquiais vol. II Norte Arquivos Nacionais/Torre do Tombo" diz textualmente: 
«Em meados do século XIII, Lanhelas já estava constituída em paróquia, fazendo parte do julgado de Cerveira.      Na relação das igrejas que D. Dinis mandou elaborar, em 1320, para apuramento da taxa a pagar, Lanhelas aparece com 45 libras. No censual das igrejas de Entre Lima e Minho, mandado elaborar por D. Diogo de Sousa, entre 1514 e 1532, Lanhelas já estava integrada no concelho de Caminha, pagando 24 réis e meio. Cerca de meio século depois, aparece anexa a Seixas. Foi vigairaria da apresentação do reitor daquela freguesia. Em 1839, Lanhelas pertencia à comarca de Monção, em 1852, à de Viana do Castelo e, em 1878, à de Caminha.»
A 23 de Abril de 1644, em plena Guerra da Restauração, Lanhelas resistiu valorosamente a uma investida espanhola de entrar em Portugal. O Vigário da Paróquia descreveu este acontecimento nos registos paroquiais:                           
"Aos 23 dias do mês de abril do ano de mil seiscentos e quarenta e quatro, dia de S. Jorge: veio o inimigo co oito barcos pequenos a esta freguesia de Lanhelas no quarto d’alva, o qual veio avistando a Estacada e descendo com embarcações para baixo, chegou numa barca a terra na Boalheira do alto, e a gente desta freguesia com o seu capitão António d’Azevedo, e gente de Vilar de Mouro a peito descoberto lhe tiveram o encontro valerosamente e não tão somente os fizeram retirar, como captivaram uma barca do tamanho das de  Lapella e dous capitães, chamados o capitão TORO e o capitão D.Jorge, e dous alferes, e trinta e quatro galegos vivos, e deles bem feridos; e dez gallegos mortos que eu João Alves Soutello, vigário desta freguesia enterrei nas costas da capella mor; com perda desta freguesia de três mancebos solteiros, e um homem casado, e dous membros feridos, que ficaram com vida, o que tudo por ser verdade puz memoria neste livro que assinei, dia, e mês e era ut supra. João Alves Soutello”.

## Festividades
- Festa em Honra de Santo Amaro e Nossa Senhora da Luz - 15 de Janeiro
- Semana Santa
- Páscoa
- Festa em Honra de de São Sebastião e Santo António -  Junho
- Festas em Honra do Senhor da Saúde e Santa Rita de Cássia - Primeiro fim de semana de Setembro
- Festa em Honra do Padroeiro São Martinho - 11 de Novembro

## Património
- Gravuras rupestres de Monte de Góios
- Laje das Fogaças
- Casa da Torre (Lanhelas)
- Casa da Anta
- Laje das Carvalheiras
- Penedo do trinco
- Cruzeiro de Independência
- Igreja Paroquial de São Martinho
- Capela de São Martinho (Primeira Igreja de Paróquia)
- Capela do Senhor do Monte/ Senhor da Saúde (Ordem Terceira de São Francisco)
- Jardins de São Gregório
- Capela do Senhor do Cruzeiro/ Santo Amaro
- Capela de Nossa Senhora da Graça
- Capela de São Sebastião
- Capela de Santo António

## Associações
- Sociedade Musical Banda Lanhelense
- Casa do Povo de Lanhelas
- Lanhelas Futebol Clube
- Corema
- Grupo de Jovens de Lanhelas - Pés D´Areia